# Alappuzha
Alappuzha (Malayalam: ആലപ്പുഴ, Ālappuḻa [ˈaːləpːuɻa]), früher Alleppey, ist eine Hafenstadt im südindischen Bundesstaat Kerala mit rund 174.000 Einwohnern (Volkszählung 2011). Sie ist Verwaltungssitz des Distrikts Alappuzha.
Berühmt ist Alappuzha besonders für das alljährlich im August stattfindende Schlangenbootrennen um den Nehru Cup, das dem hinduistischen Onam-Fest vorausgeht. Dabei wetteifern zahlreiche Chundan – lange, schmale und kunstvoll verzierte Boote mit bis zu 120 Paddlern – um den Sieg.

## Geografische Lage
Die Stadt liegt an der Küste des Arabischen Meeres, 59 km südlich von Kochi und 129 km nördlich von Thiruvananthapuram, auf 9,30 Grad nördlicher Breite und 76,19 Grad östlicher Länge. Sie ist über die Wasserstraßen der Backwaters mit Kochi, Thrissur und Kollam verbunden.

## Geschichte

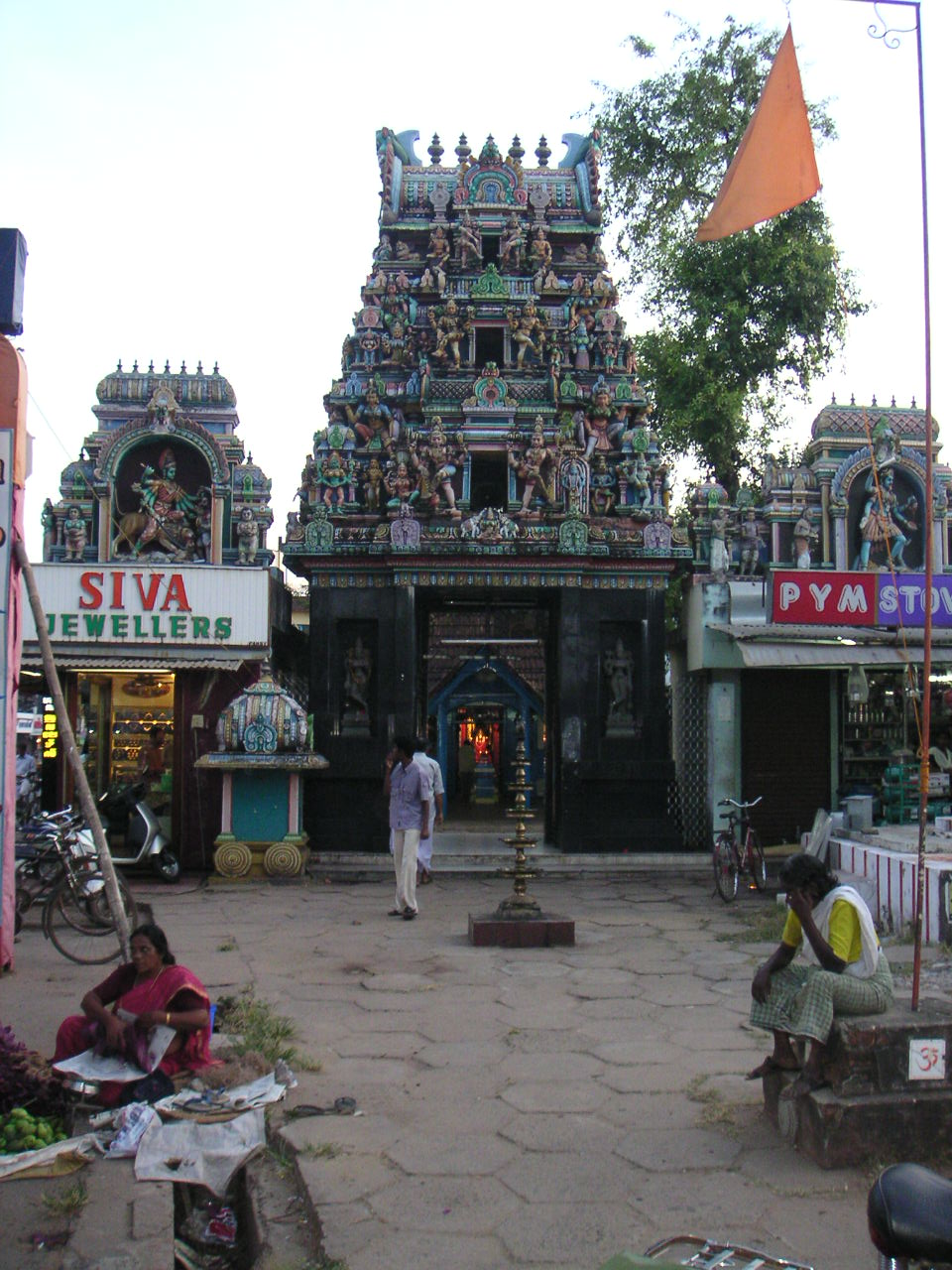
Hindutempel in Alappuzha

Erst in der zweiten Hälfte des 18. Jahrhunderts entwickelte sich das Fischerdorf Alappuzha unter der Herrschaft der Könige von Travancore zur Stadt und zu einem der wichtigsten Seehäfen des Reiches. Die wirtschaftliche Bedeutung Alappuzhas stieg im 19. Jahrhundert noch, so wurde 1859 die erste Kokosfaserfabrik Travancores in der Stadt eröffnet. Danach stagnierte die Entwicklung jedoch, so dass Alappuzha bis heute eher beschaulich und kleinstädtisch wirkt.

## Wirtschaft
Alappuzha gilt als das Zentrum der kokosfaserverarbeitenden Industrie in Kerala, ist aber ansonsten schwach industrialisiert.
Über den heute nur noch wenig bedeutenden Seehafen werden Kopra, Kokosöl, Pfeffer, Ingwer, Kardamom, Zucker, Fischereierzeugnisse und Betelnüsse ausgeführt. Eingeführt werden vor allem Reis und Weizen.
Der Fremdenverkehr gewinnt als Einkommensquelle zunehmend an Bedeutung. Die wegen ihrer Kanäle als „Venedig des Ostens“ bezeichnete Stadt ist ein beliebter Ausgangspunkt für Bootsfahrten auf den Backwaters, zudem ziehen die berühmten Schlangenbootrennen jährlich tausende Besucher an.

## Religion
Alappuzha ist Sitz des Bistums Alleppey.
In der 13 km südlich gelegenen Stadt Ambalapuzha steht ein Sri-Krishna-Tempel, der um 800 n. Chr. von Chembakasseri Pooradam im Kerala-Stil erbaut wurde und eine Kupfertrommel (Mizhavu) aus dem 18. Jahrhundert enthält.

## Persönlichkeiten

### Söhne und Töchter der Stadt
- P. Sundaram Pillai (1855–1897), Philosoph, Archäologe, Schriftsteller und Literaturwissenschaftler
- V. Lakshminarayana (1911–1990), Sänger, Geiger, Komponist und Musikpädagoge
- V. S. Achuthanandan (1923–2025), Politiker
- Tessy Thomas (* 1963), Weltraumingenieurin